# Sporting Lokeren
Koninklijke Sporting Club Lokeren Oost-Vlaanderen, im deutschsprachigen Raum allgemein bekannt als Sporting Lokeren, war ein belgischer Profifußballverein aus Lokeren in der Provinz Ostflandern, der in seiner letzten Saison (2019/20) in der zweithöchsten belgischen Liga, der Division 1B, spielte.

## Geschichte
Durch Fusion der beiden Vereine Racing Lokeren und Standard Lokeren entstand 1970 der Verein Sporting Lokeren. Man schaffte es innerhalb von vier Jahren von der vierten Liga in die Erste Division aufzusteigen. Dieser gehörte man ohne Unterbrechungen von der Saison 1974/75 bis zur Saison 1992/93 an. Die sportlich erfolgreichste Zeit war die Saison 1980/81, in der der Verein belgischer Vizemeister und Vizepokalsieger wurde. Ebenso wurde in dieser Saison mit Siegen über Dynamo Moskau, Dundee United und Real Sociedad San Sebastián die vierte Runde des UEFA-Pokals erreicht, in der man allerdings am AZ Alkmaar scheiterte. Nach dem Abstieg 1993 folgten drei Jahre in der Zweiten Division, die auch von finanziellen Problemen geprägt waren, bis in der Saison 1995/96 der Wiederaufstieg geschafft wurde. Seither spielt Sporting im oberen Mittelfeld der Ersten Division mit und schaffte es mehrmals sich für den UI-Cup und in der Saison 2003/04 für den UEFA-Pokal zu qualifizieren.
Im Jahr 2000 erfolgte nach der Fusion mit Sportkring St.-Niklaas die Umbenennung in Sporting Lokeren SNW. 2003 wurde der Verein schließlich in Sporting Lokeren Oost-Vlaanderen umbenannt. Die Heimspiele werden im Daknamstadion ausgetragen. In der Saison 2018/2019 stand Lokeren bereits nach dem vorletzten Spieltag als Absteiger aus der Division 1A fest – selbst ein Trainerwechsel im Januar 2019 konnte dies nicht verhindern. Der Vertrag des aktuellen Trainers Glen De Boeck war zunächst bis zum Ende der Saison befristet. Im Juni 2019 verkaufte der damalige Vorsitzende Roger Lambrecht aus Altersgründen seine Anteile am Verein an Louis De Vries, der auch den Vereinsvorsitz übernahm. Unter seinem Vorsitz wurde dann auch der Vertrag mit de Boeck als Trainer verlängert.
Als der Verein zur Hälfte der Saison auf Platz 7 der Tabelle stand, was am Saisonende eine Teilnahme an den Abstiegsspielen bedeutet hätte, wurden am 17. November 2019 die Trainerverträge mit de Boeck und seinen Assistenten aufgelöst. Am 19. November 2019 wurde Stijn Vreven als neuer Trainer für den Rest der Saison mit Verlängerungsoption verpflichtet.

## Insolvenz
Am Ende der Saison belegte Lokeren mit sechs Punkten Rückstand den letzten Platz der Gesamttabelle und hätte die Abstiegsspiele mit drei Punkten Malus gegen den KSV Roeselare bestreiten müssen. Infolge ausstehender Gehaltszahlungen beendeten die Spieler nach Abschluss der Hauptrunde das Training und waren nur bereit, es für die Abstiegsspiele wieder aufzunehmen, wenn sie ihr Geld bekämen. Aufgrund der COVID-19-Pandemie wurden diese Spiele auf unbestimmte Zeit verschoben. Am 11. März 2020 gelang es dem Verein noch, die an den königlich belgischen Fußballverband zu zahlenden Vereinsabgaben zu bezahlen. Allerdings setzte das zuständige Handelsgericht von Dendermonde am 13. März 2020 wegen anderer offener Forderungen in Höhe von vier bis fünf Millionen Euro administrateurs provisoires (deutsch vorläufige Insolvenzverwalter) ein und behielt sich die Eröffnung des Verfahrens für den 23. März 2020 vor. Infolge der COVID-19-Pandemie wurde dieser Termin auf den 20. April 2020 verschoben.
Nachdem alle Versuche, neues Geld aufzutreiben, erfolglos geblieben waren, erklärte das Handelsgericht den Verein am 20. April 2020 für zahlungsunfähig. Präsident De Vries erklärte dazu, er werde dagegen keinen Widerspruch einlegen.
Nachdem Gespräche über eine Fusion mit dem VV Hamme gescheitert waren, fusionierte am 22. April 2020 der KSV Temse mit Lokeren. In der Saison 2020/21 spielte der neue Verein unter dem Namen KSC Lokeren-Temse im bisherigen Stadion von Lokeren in der 2. Division der Amateure, der vierthöchsten Spielklasse.

## Erfolge
- Belgischer Vizemeister (1)
  - 1981
- Belgischer Pokalsieger (2)
  - 2012, 2014
- Belgischer Pokalfinalist (1)
  - 1981

## Europapokalbilanz
| Saison  | Wettbewerb         | Runde         | Gegner                | Gesamt    | Hin     | Rück    |
| ------- | ------------------ | ------------- | --------------------- | --------- | ------- | ------- |
| 1976/77 | UEFA-Pokal         | 1. Runde      | Red Boys Differdingen | 6:1       | 3:0 (A) | 3:1 (H) |
| 1976/77 | UEFA-Pokal         | 2. Runde      | FC Barcelona          | 2:3       | 0:2 (A) | 2:1 (H) |
| 1980/81 | UEFA-Pokal         | 1. Runde      | Dynamo Moskau         | 2:1       | 1:1 (H) | 1:0 (A) |
| 1980/81 | UEFA-Pokal         | 2. Runde      | Dundee United         | (a)1:1(a) | 1:1 (A) | 0:0 (H) |
| 1980/81 | UEFA-Pokal         | 3. Runde      | Real Sociedad         | 3:2       | 1:0 (H) | 2:2 (A) |
| 1980/81 | UEFA-Pokal         | Viertelfinale | AZ’67 Alkmaar         | 1:2       | 0:2 (A) | 1:0 (H) |
| 1981/82 | UEFA-Pokal         | 1. Runde      | FC Nantes             | 5:3       | 1:1 (A) | 4:2 (H) |
| 1981/82 | UEFA-Pokal         | 2. Runde      | Aris Thessaloniki     | 5:1       | 1:1 (A) | 4:0 (H) |
| 1981/82 | UEFA-Pokal         | 3. Runde      | 1. FC Kaiserslautern  | 2:4       | 1:0 (H) | 1:4 (A) |
| 1982/83 | UEFA-Pokal         | 1. Runde      | FKS Stal Mielec       | (a)1:1(a) | 1:1 (A) | 0:0 (H) |
| 1982/83 | UEFA-Pokal         | 2. Runde      | FC Barcelona          | 1:4       | 0:2 (A) | 1:2 (H) |
| 1987/88 | UEFA-Pokal         | 1. Runde      | Honvéd Budapest       | 0:1       | 0:1 (A) | 0:0 (H) |
| 1999    | UEFA Intertoto Cup | 2. Runde      | ÍA Akranes            | 6:2       | 3:1 (H) | 3:1 (A) |
| 1999    | UEFA Intertoto Cup | 3. Runde      | FC Metz               | (a)2:2(a) | 1:2 (H) | 1:0 (A) |
| 2001    | UEFA Intertoto Cup | 1. Runde      | B68 Toftir            | 4:2       | 4:2 (A) | 0:0 (H) |
| 2001    | UEFA Intertoto Cup | 2. Runde      | Zagłębie Lubin        | 4:3       | 2:2 (A) | 2:1 (H) |
| 2001    | UEFA Intertoto Cup | 3. Runde      | Newcastle United      | 0:5       | 0:4 (H) | 0:1 (A) |
| 2002    | UEFA Intertoto Cup | 1. Runde      | WIT Georgia Tiflis    | 5:4       | 3:1 (H) | 2:3 (A) |
| 2002    | UEFA Intertoto Cup | 2. Runde      | VfB Stuttgart         | 0:3       | 0:2 (A) | 0:1 (H) |
| 2003/04 | UEFA-Pokal         | Qualifikation | KS Dinamo Tirana      | 7:1       | 4:0 (A) | 3:1 (H) |
| 2003/04 | UEFA-Pokal         | 1. Runde      | Manchester City       | 2:4       | 2:3 (A) | 0:1 (H) |
| 2005    | UEFA Intertoto Cup | 1. Runde      | JK Trans Narva        | 2:1       | 2:0 (A) | 0:1 (H) |
| 2005    | UEFA Intertoto Cup | 2. Runde      | BSC Young Boys        | 3:5       | 1:4 (H) | 2:1 (A) |
| 2012/13 | UEFA Europa League | Play-offs     | Viktoria Pilsen       | (a)2:2(a) | 2:1 (H) | 0:1 (A) |
| 2014/15 | UEFA Europa League | Play-offs     | Hull City             | (a)2:2(a) | 1:0 (H) | 1:2 (A) |
| 2014/15 | UEFA Europa League | Gruppenphase  | Legia Warschau        | 1:1       | 0:1 (A) | 1:0 (H) |
| 2014/15 | UEFA Europa League | Gruppenphase  | Metalist Charkiw      | 2:0       | 1:0 (H) | 1:0 (A) |
| 2014/15 | UEFA Europa League | Gruppenphase  | Trabzonspor           | 1:3       | 0:2 (A) | 1:1 (H) |

Gesamtbilanz: 56 Spiele, 24 Siege, 12 Unentschieden, 20 Niederlagen, 72:64 Tore (Tordifferenz +8)

## Trainer
- Robert Waseige (1981–1983)
- Wim Jansen (1987–1988)
- Paul Put (2001–2003)
- Franky Van Der Elst (2003–2004)
- Trond Sollied (2018–2019)[10]
- Glen De Boeck (2019)[11]
- Stijn Vreven (2019–)

## Spieler
- Guy Dardenne
- Davy De Beule
- Olivier Deschacht
- Walter De Greef
- Maurits De Schrijver
- Filip De Wilde
- Grégory Dufer
- Fernand Goyvaerts
- Grégory Mertens
- Raymond Mommens
- Jelle Van Damme
- René Verheyen
- Bruno Versavel
- Mohammed Timoumi
- Besnik Hasi
- Aristide Bancé
- Kim Christofte
- Preben Elkjær Larsen
- Marko-Olavi Myyry
- Kari Ukkonen
- Souleymane Youla
- Arnór Guðjohnsen
- Rúnar Kristinsson
- Arnar Viðarsson
- Hervé Nzelo-Lembi
- Moussa Maâzou
- Stephen Keshi
- Peter Rufai
- Petter Rudi
- Grzegorz Lato
- Włodzimierz Lubański
- Goran Drulić
- Karol Dobiaš
- Jan Koller
- Martin Pěnička
- Roman Vonášek
- Daniel Zítka
- Adékambi Olufadé